# John Kim

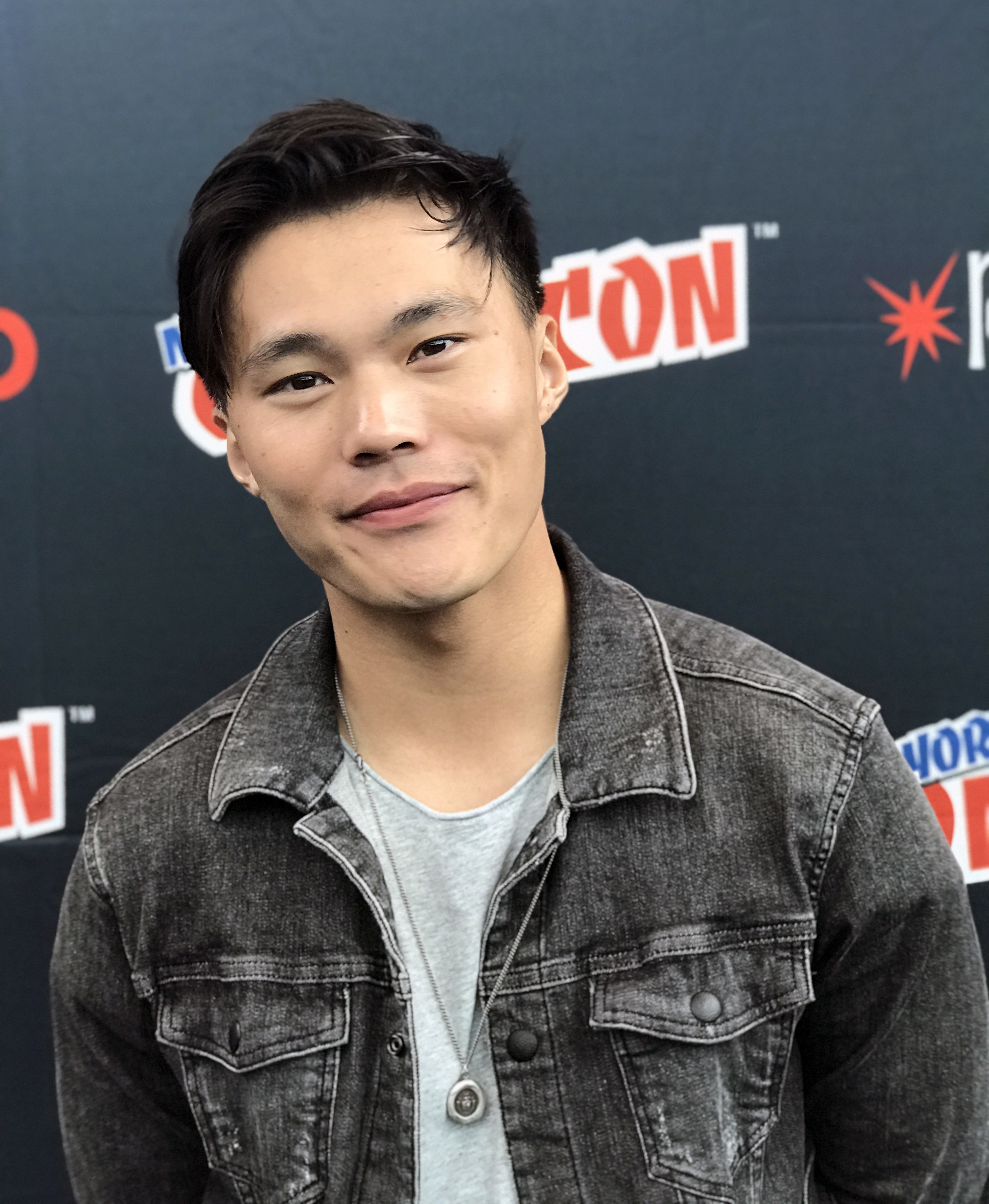
John Kim, 2017

John Harlan Kim (* 10. Januar 1993 in Melbourne, Victoria) ist ein australischer Schauspieler.

## Leben und Karriere
John Kim wurde in Melbourne, Victoria geboren und wuchs dort auf. Seine erste Schauspielrolle war 2010 die eines 14-jährigen Soldaten in der Miniserie The Pacific des Fernsehsenders HBO. Von August 2009 bis Januar 2011 verkörperte er die Nebenrolle des Dale McGregor in der Seifenoper Nachbarn. Nebenbei ging er auf die Highschool und schloss diese ab.
Von Dezember 2014 bis Februar 2018 verkörperte Kim die Hauptrolle des Ezekiel Jones in der Abenteuerserie The Quest. Anschließend spielte er unter anderem Nebenrollen in Navy CIS: L.A., Hawaii Five-0 und Pandora.
Im März 2020 übernahm Kim die Nebenrolle des Albert Han in der Fernsehserie 9-1-1, welche mit Beginn der vierten Staffel zu einer Hauptrolle ausgebaut, zu Beginn der fünften jedoch wieder zu einer Nebenrolle abgestuft wurde. Von 2021 bis 2023 war er auch als Nebendarsteller in Nancy Drew zu sehen.

## Filmografie
- 2010: The Pacific (Fernsehserie, Folge 1x09)
- 2013–2014: Nachbarn (Neighbours, Seifenoper, 14 Folgen)
- 2014–2018: The Quest – Die Serie (The Librarians, Fernsehserie, 42 Folgen)
- 2019: Navy CIS: L.A. (NCIS: Los Angeles, Fernsehserie, Episode 10x17)
- 2019: Pandora (Fernsehserie, 3 Folgen)
- 2020: Hawaii Five-0 (Fernsehserie, 2 Episoden)
- seit 2020: 9-1-1: Notruf L.A. (9-1-1, Fernsehserie, 11 Folgen)
- 2021: The Little Things
- 2021–2023: Nancy Drew (Fernsehserie)
- 2022: Purple Hearts